# Trochida
Trochida zijn een orde van weekdieren uit de klasse van de Gastropoda (slakken).

## Superfamilie
- Trochoidea Rafinesque, 1815
  - = Angarioidea Gray, 1857
  - = Phasianelloidea Swainson, 1840
  - = Trochacea
  - = Turbinoidea Rafinesque, 1815